# Cellular
Cellular è un film del 2004, diretto da David R. Ellis e interpretato da Kim Basinger, Chris Evans e Jason Statham.

## Trama
Jessica Martin è un'insegnante di biologia che vive con il marito Craig e il loro figlio Ricky. Un giorno, dopo aver portato Ricky alla fermata dello scuolabus, viene rapita da un gruppo di cinque persone che irrompono in casa sua, uccidono la governante e la confinano nella soffitta del loro nascondiglio. Fracassano poi il telefono fisso che si trova in soffitta per impedirle di contattare qualcuno. Jessica, tuttavia, riesce a utilizzare i fili del telefono rotto per contattare un numero casuale.
Nel frattempo, un giovane spensierato di nome Ryan si trova al molo di Santa Monica con il suo amico Chad, quando incontra la sua ex fidanzata Chloe. Sperando di riconquistare Chloe, Ryan si offre di distribuire volantini per il concerto del molo e di ritirare quattro scatole di magliette da Office Depot. Mentre va a ritirare le magliette, Ryan riceve una chiamata sul suo cellulare (un Nokia 6600) da Jessica, che lo informa della sua situazione.
Ryan è scettico, ma Jessica lo convince ad andare alla stazione di polizia, dove riferisce l’accaduto al sergente Bob Mooney. Scoppia però una rissa e Mooney è costretto a intervenire, dicendo a Ryan di denunciare il rapimento alla divisione omicidio per rapina. Nel frattempo Ethan, capo della banda dei rapitori, chiede a Jessica dove si trova suo marito. Jessica rifiuta di dirglielo e Ethan decide allora di rapire anche Ricky. Sentendoli, Ryan capisce che il rapimento è reale e si precipita alla scuola di Ricky, che viene però rapito ugualmente. Prende allora la macchina di un agente di sicurezza e insegue i rapitori. La batteria del telefono sta per esaurirsi, Ryan entra quindi in un negozio per acquistare un caricabatterie ed è costretto ad usare una pistola trovata in macchina per saltare la fila.
Decidendo di controllare la denuncia di rapimento di Ryan, Mooney visita la casa di Jessica. Qui incontra Dana Bayback, l'unica donna dei rapitori, che si finge Jessica e lo induce a credere che si tratti di un falso allarme. Ethan ritorna con Ricky e chiede di nuovo a Jessica dov’è “The Left Field”, il luogo dove si trova il marito Craig. Jessica è costretta a rivelare che si tratta di un bar all'aeroporto internazionale di Los Angeles.
Una connessione incrociata tra le linee telefoniche costringe Ryan a rubare il cellulare e l'auto di un avvocato per mantenere la linea. All'aeroporto, Ryan mette la pistola tra le cose dei rapitori, innescando l'allarme. Quando interviene la sicurezza, si scopre che i rapitori sono ufficiali di polizia e procedono alla cattura di Craig. Mentre si trova nel centro benessere che intende aprire con la moglie, Mooney vede un servizio su Ryan mentre si trova nel negozio con la pistola per farsi consegnare il caricabatterie (anche se si scopre che l'ha poi pagato)  e mentre ruba l’auto dell’avvocato. Chiama allora a casa di Jessica e si accorge che la voce della segreteria telefonica è diversa da quella della donna che ha incontrato.
I rapitori accompagnano Craig nella sua cassetta di sicurezza in una banca per recuperare una borsa, ma Ryan interviene e fugge con la borsa. Mentre viene inseguito dai rapitori però, gli cade il cellulare dell’avvocato. Quando Ryan apre la borsa, trova una videocamera con cui Craig, un agente immobiliare, durante un sopralluogo ha filmato involontariamente i detective LAPD Ethan, Mad Dog, Dimitri, Bayback, Deason e il collega di Mooney Jack Tanner, mentre derubano e uccidono brutalmente due spacciatori: si tratta di poliziotti corrotti.
Ryan ruba la macchina dell'avvocato dal deposito e recupera il suo cellulare. Mooney torna alla casa dei Martin, dove Bayback lo ferisce e, per salvarsi, è costretto a ucciderla, scoprendo che è una poliziotta. Mad Dog scopre che Jessica ha cercato di chiamare aiuto e tenta di ucciderla, ma Jessica riesce a ferirlo mortalmente. Prima che Jessica e Ricky possano fuggire vengono catturati dal resto della banda, ma Ryan contatta Ethan e fa un accordo: la videocassetta in cambio della famiglia Martin al molo di Santa Monica.
Al molo, Ryan si maschera e rifiuta di consegnare la videocamera finché i Martins non vengono liberati, ma viene trovato da Mooney e Tanner quando Chloe lo espone involontariamente. Tanner allontana Mooney con la scusa di farsi curare le ferite, rapisce Ryan e lo porta da Ethan. Ethan distrugge la videocassetta e chiama via radio Deason, ordinandogli di uccidere i Martins. Deason decide di aspettare ad ucciderli finché non saranno tornati al loro nascondiglio, in modo da non destare sospetti; Mooney ascolta però nel frattempo la trasmissione, sopraffà Dimitri e lo ammanetta prima di tornare al molo. Ryan fugge in una darsena, a seguito di una distrazione di Chad, dove Tanner ed Ethan lo inseguono. Ryan mette fuori combattimento Tanner, ma viene sopraffatto da Ethan prima che Mooney si presenti. Dopo un breve inseguimento nella penombra, Ryan chiama Ethan sul cellulare. La suoneria rivela la sua posizione a Mooney, che gli spara, uccidendolo.
Jessica, nel furgone dei rapitori, stordisce Deason con la catena delle manette e libera marito e figlio. Deason si riprende e tenta di ucciderli, ma arriva Ryan che lo stordisce di nuovo, contro la portiera della macchina. Mentre Ryan e Mooney sono curati dai medici, anche Tanner viene arrestato, perché Ryan aveva copiato la registrazione della videocamera sul suo cellulare. Jessica finalmente incontra Ryan, l'uomo che ha rischiato la vita per salvare la sua famiglia e Ryan le chiede ironicamente di non chiamarlo mai più.

## Produzione
La sceneggiatura è stata scritta da Chris Morgan in collaborazione con Larry Cohen, che inizialmente ha avuto l'idea di base.
Il cast è composto da Kim Basinger, Chris Evans, Jason Statham, Eric Christian Olsen, William Macy, Noah Emmerich e Richard Burgi.

## Distribuzione
- Stati Uniti 10 settembre 2004
- Regno Unito 24 settembre 2004
- Grecia 15 ottobre 2004
- Danimarca 5 novembre 2004
- Filippine 10 novembre 2004
- Hong Kong 11 novembre 2004
- Ungheria 11 novembre 2004
- Paesi Bassi 11 novembre 2004
- Brasile 12 novembre 2004
- Spagna 12 novembre 2004
- Francia 17 novembre 2004
- Argentina 18 novembre 2004
- Belgio 24 novembre 2004
- Portogallo 2 dicembre 2004
- Polonia 10 dicembre 2004
- Egitto 22 dicembre 2004
- Germania 3 febbraio 2005
- Austria 4 febbraio 2005
- Australia 10 febbraio 2005
- Italia 29 aprile 2005
- Messico 19 novembre 2007

## Accoglienza

### Incassi
A fronte di un budget di $ 25 milioni, il film ha incassato complessivamente 57678321 $.

### Critica
Il film ha il 56% di recensioni positive su Rotten Tomatoes, mentre su Metacritic ha un voto di 60/100.

## Remake
Nel 2008 è stato realizzato un remake in Cina intitolato Connected.